# وولراد ایبرله
وولراد ایبرله (آلمانی: Wolrad Eberle; ۴ مهٔ ۱۹۰۸ – ۱۳ مهٔ ۱۹۴۹) ورزشکار دهگانه اهل آلمان بود.
وی در مسابقات کشوری و بین‌المللی در مجموع برندهٔ ۱ مدال برنز شده‌است.